# U.S. Route 2 ve státě Washington

U.S. Route 2 ve Washingtonu, označená červeně.

U.S. Route 2 je jedna ze státních dálnic ve Spojených státech, jejíž západní segment začíná v Everettu, ve státě Washington a končí na Horním Michiganském poloostrově. Ve Washingtonu silnice začíná na křižovatce s Washington State Route 529 v centru Everettu. 525,23 kilometru slouží ve státě jako hlavní komunikace. Někde je silnice venkovskou dvouproudovkou, ve městech a jejich okolí pak má proudy čtyři. Část úseku je zároveň také částí mezistátní Interstate 90. Nejvýchodnějším městem na silnici ve Washingtonu je Newport na hranici s Idahem, kam dále silnice pokračuje.

## Popis cesty
Západním koncem cesty je křižovatka s Washington State Route 529, která v centru města Everett nese název Maple Street. Nedaleko křižovatky se nachází muzeum a sídlo zdravotnické společnosti Group Health Cooperative. Silnice pokračuje se čtyřmi proudy, přičemž část vedoucí na východ se jmenuje Hewitt Avenue a ta na západ zase California Street a to až ke křižovatce s mezistátní dálnicí Interstate 5. Dále silnice pokračuje po mostu Hewitt Avenue Trestle přes řeku Snohomish na ostrov Ebey. Vyvýšená čtyřproudová rychlostní silnice pak dorazí až ke křižovatce s Homeacres Road a 20th Street SE.
20th Street SE pak pokračuje mezi oběma směry až ke křižovatce Washington State Route 204, která vede k městu Lake Stevens. Po křižovatce silnice sjíždí z podstavce na jihovýchod, kde severně od města Snohomish křižuje bývalý úsek U.S. Route 2, Bickford Avenue, čímž začíná objížďka města Snohomish. Po zákrutu na východ přichází křižovatka s Washington State Route 9. Silnice pak opět zatáčí na jihovýchod, kde překračuje Centennial Trail a řeku Pilchuck ještě před podjezdem pod Three Lakes Road, vedoucí do města Three Lakes.
V Monroe pak na silnici končí Washington State Route 522, která je hlavní komunikací do průsmyku Stevens a do horského města Leavenworth pro obyvatele okolí Seattlu. Po míli zde končí další státní silnice, Washington State Route 203. Krom toho začíná v Monroe nejzápadnější úsek souběžnosti silnice s železniční tratí Northern Transcontinental společnosti Burlington Northern Santa Fe.
Zatímco silnice vede přes města Sultan, Startup a Gold Bar, zatímco údolí řeky Skykomish, ve kterém vede, se zužuje a stoupá do Kaskádového pohoří. Po výjezdu z Gold Baru se ze silnice stává stoupající a klikatící se horská cesta. Projíždí kolem města Index a dalších stále menších a menších vísek. Ještě než se dostane do města Baring, překračuje hranice okresu a dostává se do okresu King. Silnice pokračuje ve svém stoupání a dostává se k městu Skykomish, poslednímu celoročně fungujícímu městu na západě Kaskádového pohoří.
Na východ od města Skykomish se údolí stane údolím řeky Tye. Silnice se dostává k vesnici Scenic, kde se nachází západní konec nejdelšího železničního tunelu v USA, Kaskádového. Konečný vzestup do průsmyku Stevens začíná.

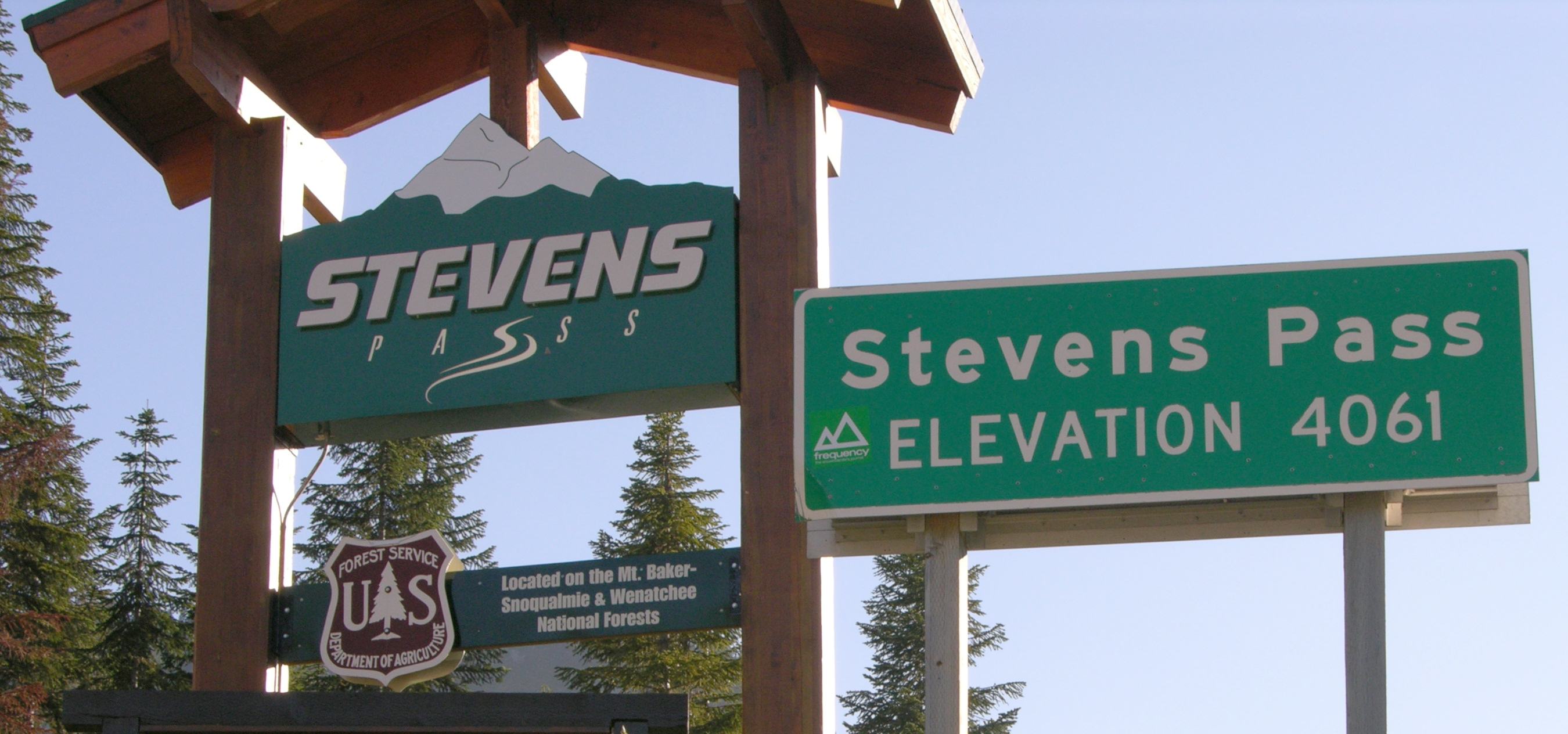
Značky vítající cestovatele do průsmyku Stevens.

V nejvyšším bodě průsmyku, ve výšce 1 238 metrů, silnice vstupuje do okresu Chelan. V průsmyku se nachází lyžařské středisko světové třídy, které je přístupné právě pouze touto silnicí. Také ji zde překračuje turistická a jezdecká stezka Pacific Crest Trail.
Dolu pak následuje řeku Wenatchee, se kterou dospěje k městu Wenatchee, kde překračuje řeku Columbia. Severně po jejím břehu pak následuje souběžnost s U.S. Route 97, než se „dvojka“ opět otočí k východu a přejíždí přes řídce obydlená území západně od města Spokane. Ve Spokane následuje pětikilometrová souběžnost s mezistátní dálnicí Interstate 90. Tu pak U.S. Route 2 opouští na exitu Division Street, po které projíždí centrem města. Z centra silnice pokračuje severně, později zatáčí na severozápad a ihned po výjezdu z města Newport opouští stát Washington.

## Hlavní křižovatky
| Okres        | LMísto       | Míle           | Cesta/y                                                                                         | Poznámky                                                                                     |
| ------------ | ------------ | -------------- | ----------------------------------------------------------------------------------------------- | -------------------------------------------------------------------------------------------- |
| Snohomish    | Everett      | 0.00           | Washington State Route 529 (Maple Street) do centra města Everett                               |                                                                                              |
| Snohomish    | Everett      | 0.00- 0.02     | Interstate 5 do Seattlu nebo Vancouveru                                                         | Mimoúrovňová křižovatka                                                                      |
| Snohomish    |              | 1.3            | Homeacres Road na ostrov Ebey                                                                   | Mimoúrovňová křižovatka                                                                      |
| Snohomish    |              | 2.40- 2.45     | Washington State Route 204 do Lake Stevens                                                      | Mimoúrovňová křižovatka                                                                      |
| Snohomish    |              | 3.85           | Bickford Avenue do Snohomish                                                                    | Nepřístupná ze západního směru silnice, bývalý úsek silnice U.S. 2                           |
| Snohomish    |              | 5.04           | Washington State Route 9 do Arlingtonu nebo Bothell                                             | Mimoúrovňová křižovatka                                                                      |
| Snohomish    |              | 8.51           | 88th Street Southeast do Snohomish                                                              | Blízko místa kde se bývalá U.S. 2 vracela na hlavní silnici (před objížďkou města Snohomish) |
| Snohomish    |              | 9.34           | Východní konec omezeného přístupu                                                               | Východní konec omezeného přístupu                                                            |
| Snohomish    | Monroe       | 14.27          | Washington State Route 522 do Seattlu                                                           |                                                                                              |
| Snohomish    | Monroe       | 14.92          | Washington State Route 203 do Duvallu nebo Fall City                                            |                                                                                              |
| Chelan       | Coles Corner | 84.75          | Washington State Route 207 do Plain                                                             |                                                                                              |
| Chelan       | Leavenworth  | 100.29         | Chumstick Highway                                                                               | Bývalá Washington State Route 209                                                            |
| Chelan       |              | 104.72         | U.S. Route 97, Washington State Route 970 a Interstate 90 do Cle Elum nebo Ellensburgu          | Západní konec souběžnosti s U.S. Route 97                                                    |
| Chelan       |              | 118.87- 118.90 | Washington State Route 285 do Wenatchee                                                         | Mimoúrovňová křižovatka                                                                      |
| Chelan       |              | 119.66- 119.69 | U.S. Route 97A do Entiatu nebo Chelanu                                                          | Mimoúrovňová křižovatka                                                                      |
| Douglas      |              | 120.77         | Washington State Route 28 a Interstate 90 do East Wenatchee nebo Quincy                         |                                                                                              |
| Douglas      | Orondo       | 139.85         | U.S. Route 97 do Okanoganu nebo Chelanu                                                         | Východní konec souběžnosti s U.S. Route 97                                                   |
| Douglas      |              | 163.23         | Washington State Route 172 do Mansfieldu                                                        |                                                                                              |
| Douglas      |              | 187.40         | Washington State Route 17 do Bridgeportu nebo k přehradě náčelníka Josepha                      | Západní konec souběžnosti s SR 17                                                            |
| Grant        |              | 189.08         | Washington State Route 17 do Soap Lake, Ephraty nebo Moses Lake                                 | Východní konec souběžnosti s SR 17                                                           |
| Grant        |              | 193.32         | Washington State Route 155 k přehradě Grand Coulee                                              |                                                                                              |
| Lincoln      |              | 220.88         | Washington State Route 21 a Washington State Route 174 do Republic nebo k přehradě Grand Coulee | Západní konec souběžnosti s SR 21                                                            |
| Lincoln      | Wilbur       | 221.54         | Washington State Route 21 do Odessy                                                             | Východní konec souběžnosti s SR 21                                                           |
| Lincoln      | Davenport    | 250.76         | Washington State Route 28 do Harringtonu nebo Ephraty                                           |                                                                                              |
| Lincoln      | Davenport    | 251.55         | Washington State Route 25 do Hunters nebo Kettle Falls                                          |                                                                                              |
| Lincoln      |              | 261.09         | Washington State Route 231 do Edwallu nebo Sprague                                              | Západní konec souběžnosti s SR 231                                                           |
| Lincoln      | Reardan      | 263.97         | Washington State Route 231 do Fordu nebo Springdale                                             | Východní konec souběžnosti s SR 231                                                          |
| Spokane      |              | 282.16- 282.18 | Interstate 90 Business do West Spokane a k letišti Spokane International Airport                | Mimoúrovňová křižovatka                                                                      |
| Spokane      |              | 283.17- 283.22 | Interstate 90 a U.S. Route 395 do Ritzville nebo Seattlu                                        | Mimoúrovňová křižovatka, západní konec souběžnosti s I-90 a U.S. 395                         |
| Spokane      | Spokane      | 284.83- 284.84 | U.S. Route 195 do Colfaxu nebo Pullmanu                                                         | Mimoúrovňová křižovatka, západní konec souběžnosti s U.S. 195                                |
| Spokane      | Spokane      | 286.87         | Interstate 90 do Coeur d'Alene                                                                  | Mimoúrovňová křižovatka, východní konec souběžnosti s I-90                                   |
| Spokane      | Spokane      | 287.40         | Trent Avenue                                                                                    | Bývalý úsekWashington State Route 290                                                        |
| Spokane      | Spokane      | 291.18         | Washington State Route 291 (Francis Avenue) do Tumtum                                           |                                                                                              |
| Spokane      | Spokane      | 292.86         | U.S. Route 395 do Colvillu                                                                      | Východní konec souběžnosti s U.S. 395                                                        |
| Spokane      |              | 297.25         | Washington State Route 206 k Mount Spokane                                                      |                                                                                              |
| Pend Oreille |              | 321.29         | Washington State Route 211 do Cusicku nebo Metaline Falls                                       |                                                                                              |
| Pend Oreille | Newport      | 334.51         | Idaho State Highway 41 do Spirit Lake a Coeur d'Alene                                           | Státní hranice                                                                               |